# Aleksander Szczerbaty
Aleksander Szczerbaty (ur. 1998 w Rzeszowie) – polski akrobata. Mistrz Polski w 2017 roku w konkurencji dwójek. Uczestnik Mistrzostw Świata 2018. W parze z Dominikiem Poźniakiem zajął 12. miejsce.